# Statenverkiezingen Sint Maarten 2020
Op 9 januari 2020 vonden in Sint Maarten verkiezingen plaats voor de Staten van Sint Maarten.

## Achtergrond
Nadat het kabinet-Marlin-Romeo II haar ontslag indiende en bij besluit van 23 september 2019 overging tot ontbinding van de Staten van Sint Maarten werden nieuwe verkiezingen uitgeschreven. Hiermee vonden er voor de derde keer op rij sedert 2014 vervroegde verkiezingen plaats. Zij werden gehouden voor vijftien zetels in het parlement voor een zittingstermijn van vier jaar. 
Aanvankelijk had het demissionair kabinet de verkiezingen uitgeschreven op 26 november 2019. Deze verkiezingsdatum was aanleiding voor de leden van de kiesraad om hun ontslag in te dienen vanwege schending van artikel 23 van de Staatsregeling van Sint Maarten. Met de uitgestelde datum konden ook nieuwe politieke partijen, met inachtneming van wettelijk vastgestelde termijnen, zich aanmelden voor deelname aan de verkiezingen.

## Lijstondersteuning
Op de dag van de kandidaatstelling bleken drie groeperingen aan de lijstondersteuning te moeten deelnemen. Deze werd gehouden op 22 november 2019. Party for Progress behaalde 311 ondersteuningsstemmen, United People's Party 205 en People Progressive Alliance 178. Allen kregen meer dan het minimum van 136 ondersteuningsstemmen en werden tot deelname aan de verkiezingen toegelaten.

## Deelnemende partijen
In totaal namen zeven partijen, met 111 kandidaten, deel aan de verkiezingen. Van de kandidaten waren 29 vrouw en 82 man.
| Lijst | Partij                              | Lijsttrekker          |
| ----- | ----------------------------------- | --------------------- |
| 1     | United Democrats (UD)               | Sarah Wescot-Williams |
| 2     | United People's Party (UP)          | Rolando Brison        |
| 3     | United St. Maarten Party (USp)      | Frans Richardson      |
| 4     | Party for Progress (PFP)            | Melissa Gumbs         |
| 5     | People's Progressive Party (PPA)    | Gracita Arrindell     |
| 6     | Sint Maarten Christian Party (SMCP) | Wycliffe Smith        |
| 7     | National Alliance (NA)              | Silveria Jacobs       |

## Opkomst
|                   | 2018   | 2018      | 2020   | 2020  |
| # stemmen         | %      | # stemmen | %      |       |
| ----------------- | ------ | --------- | ------ | ----- |
| Kiesgerechtigden  | 22.559 |           | 23.106 |       |
| Niet opgekomen    | 8.606  | 38,15     | 9.371  | 40,56 |
| Opkomst           | 13.953 | 61,85     | 13.735 | 59,44 |
| Blanco stemmen    | 98     | 0,70      | 89     | 0,65  |
| Ongeldige stemmen | 303    | 2,17      | 313    | 2,28  |
| Geldige stemmen   | 13.552 | 97,13     | 13.333 | 97,07 |

## Stemmen en zetelverdeling naar partij
| Partij | Partij                              | 2018      | 2018  | 2018   | 2020      | 2020  | 2020   | verschil | verschil |
| Partij | Partij                              | # stemmen | %     | zetels | # stemmen | %     | zetels | %        | zetels   |
| ------ | ----------------------------------- | --------- | ----- | ------ | --------- | ----- | ------ | -------- | -------- |
|        | National Alliance (NA)              | 4.139     | 30,54 | 5      | 4.694     | 35,20 | 6      | +4,66    | +1       |
|        | United People's Party (UP)          | -         | -     | -      | 3.232     | 24,24 | 4      | +24,24   | +4       |
|        | United St. Maarten Party (USp)      | 1.788     | 13,19 | 2      | 1.759     | 13,19 | 2      | 0,00     | 0        |
|        | Party for Progress (PFP)\|          | -         | -     | -      | 1.408     | 10,56 | 2      | +10,56   | +2       |
|        | United Democrats (UD)               | 5.748     | 42,41 | 7      | 1.162     | 8,71  | 1      | -33,70   | -6       |
|        | Sint Maarten Christian Party (SMCP) | 1.181     | 8,71  | 1      | 752       | 5,64  | 0      | -3,07    | -1       |
|        | People’s Progressive Alliance (PPA) | 280       | 2,07  | 0      | 326       | 2,44  | 0      | +0,37    | 0        |
|        | overige partijen in 2018            | 416       | 3,07  | 0      | -         | -     | -      | -3,07    | -        |
| Totaal | Totaal                              | 13.552    | 100   | 15     | 13.333    | 100   | 15     |          | 0        |

## Samenstelling van de Staten
Op 10 februari 2020 werden de leden van het parlement van Sint Maarten beëdigd. De samenstelling van de staten voor de zittingsperiode 2020-2024 is:
| Partij                 | Partij                         | Leden                                                  | Mutaties/Opmerkingen                 |
| ---------------------- | ------------------------------ | ------------------------------------------------------ | ------------------------------------ |
|                        | National Alliance (NA)         | Egbert Doran                                           |                                      |
| Christophe Emmanuel    | National Alliance (NA)         | vanaf december 2020 uit de NA gestapt                  |                                      |
| Ardwell Irion          | National Alliance (NA)         |                                                        |                                      |
| Silveria Jacobs        | National Alliance (NA)         | ontslag ingediend op 18 februari 2020                  |                                      |
| William Marlin         | National Alliance (NA)         |                                                        |                                      |
| Anna Richardson        | National Alliance (NA)         | opvolger S. Jacobs per 26 februari 2020                |                                      |
| Rodolphe Samuel        | National Alliance (NA)         |                                                        |                                      |
|                        | United People's Party (UP)     | Rolando Brison                                         | Statenvoorzitter tot 4 november 2021 |
| Sidharth Bijlani       | United People's Party (UP)     | vanaf 30 november 2022 statenvoorzitter                |                                      |
| Grisha Heyliger-Marten | United People's Party (UP)     | fractieleider; vanaf 26 november 2021 statenvoorzitter |                                      |
| Omar Ottley            | United People's Party (UP)     |                                                        |                                      |
|                        | United St. Maarten Party (USp) | Akeem Arrindell                                        |                                      |
| Claudius Buncamper     | United St. Maarten Party (USp) | fractieleider                                          |                                      |
|                        | Party for Progress (PFP)       | Melissa Gumbs                                          | fractieleider                        |
| Raeyhon Peterson       | Party for Progress (PFP)       |                                                        |                                      |
|                        | United Democrats (UD)          | Sarah Wescot-Williams                                  | fractieleider                        |
|                        | Onafhankelijken                | Christophe Emmanuel                                    | Verliet de NA op 4 december 2020     |

## Einde zittingstermijn
De zittingstermijn van de Staten eindigde na de reguliere verkiezingen van 11 januari 2024.
2010 · 2014 · 2016 · 2018 · 2020 · januari 2024 · augustus 2024